# 托马斯·德拉夸德拉-萨尔塞多
托马斯·德拉夸德拉-萨尔塞多·费尔南德斯·德尔卡斯蒂略（西班牙語：Tomás de la Quadra-Salcedo Fernández del Castillo，1946年1月2日—）是西班牙法学家。1991年至1993年担任西班牙司法大臣。

## 生平
1946年1月2日生于马德里。毕业于马德里康普顿斯大学，获得法学博士学位，留校任教。1976年加入西班牙工人社会党。1982年12月在冈萨雷斯内阁中出任地方政策大臣。1985年7月5日在内阁重组中被费利克斯·庞斯替代。同年11月就任国务委员会主席。1991年至1993年再度出任司法大臣。

## 荣誉
- 大十字级圣雷蒙多·德佩尼亚福特勋章（1993年）[6]